# Cabo Romano
El cabo Romano (del inglés: Cape Romano) es un importante cabo de la costa del Golfo de México, localizado en el extremo sur de la isla Caxambas, justo al sur de Marco Island y el noroeste de la cadena de las Ten Thousand Islands. Administrativamente, pertenece al condado de Collier, en el estado de Florida.
Los nativos calusa fundaron el asentamiento y lo llamaron Manataca. El conquistador español Juan Ponce de León se detuvo brevemente  en Manataca en su primer viaje desde la isla de Puerto Rico a la península de Florida, pero los indios trataron de combatirlo.
El cabo Romano fue el lugar donde el huracán Wilma hizo su primera recalada de EE. UU. en octubre de 2005.  En 2008, la tormenta tropical Fay tocó tierra cerca del cabo, al igual que el huracán de Cuba de 1910.